# Mix Live
Mix Live è il secondo album live del cantante italiano Brigantony, pubblicato nel 1994 dalla New New Stelle.

## Tracce
1. Amuninni a mari – 2:52 (R. Cambria)
2. Abballamu – 7:15 (R. Cambria)
3. Silenzio – 4:00 (R. Cambria)
4. U Portafogghiu – 3:28 (R. Cambria)
5. U Magu – 5:28 (R. Cambria)
6. Schop Flahs – 3:30 (R. Cambria)
7. Femmiti e parramu – 3:28 (R. Cambria)